# Fredrik Holtz
Fredrik Holtz, född 1985, är en svensk innebandyspelare som för närvarande[när?] spelar i Hagunda IF. Han har även spelat 14 A-landskamper för Tyskland. Han har även spelat  i HC Rychenberg  några år innan han flyttade tillbaka till Uppsala och började spela i Hagunda IF.